# جيفري فولر
جيفري فولر (بالإنجليزية: Jeffrey Fowler)‏ هو ضابط أمريكي، ولد في 1956 في بيسمارك في الولايات المتحدة.